# Nahal Oren
Pour les articles homonymes, voir Oren.
Nahal Oren (Wadi Fallah en arabe) est un site archéologique préhistorique situé en Israël, au sud du mont Carmel, proche du débouché de la rivière Oren vers la plaine côtière. Le site est constitué d'une grotte et de sa terrasse. 
Le site a fait l'objet de plusieurs campagnes de fouilles : sous la direction de Moshe Stekelis en 1942, qui revient sur le site de 1954 à 1960 appuyé par Tamar Yzraely-Noy, puis en 1969-1970 par ce dernier, Eric Higgs et Anthony Legge. La grotte étant enfouie sous des éboulements, les fouilles se sont essentiellement concentrées sur la terrasse, sur une surface d'environ 400 m². Neuf niveaux ont été mis au jour.
Les niveaux IX à VII correspondent au Kébarien, première phase de l'Épipaléolithique du Levant sud, vers 18 250 à 15 300 avant le présent. L'industrie lithique est caractérisée par des microlithes : micro-pointes et petites lames aux niveaux anciens, de formes triangulaires et en croissant (lunates) aux niveaux récents. Le daim et la gazelle sont chassés.
Les couches VI et V correspondent au Natoufien, période finale de l'Épipaléolithique, qui voit les débuts de la sédentarisation, v. 15 000-11 500 avant le présent ; l'occupation du site daterait plutôt de la période récente, à compter de 13 500, le site étant apparemment non occupé durant la phase ancienne. Cette période comprend une construction ronde et des silos, des murs de terrassement. Le mobilier lourd est abondant, avec des mortiers profonds (stone-pipes) encastrés dans les murs, des petits mortiers, aussi des bols en pierre, pierres ovales à rainures. L'industrie lithique comprend des petites lames en croissant, des lames de faucilles, des burins et perforateurs. Des objets gravés sur pierre et bois représentent des animaux. Un cimetière a livré les restes de 45 individus, comprenant un grand foyer entouré de trous de poteaux, peut-être lié à des pratiques rituelles. La gazelle est l'animal le plus chassé.
Les niveaux IV à III sont datés du Néolithique précéramique A (PPNA), v. 11 500-10 500 avant le présent, le premier niveau relevant sans doute du faciès Khiamien et le second du Sultanien. Quatre terrasses aménagées supportent des constructions rondes semi-enterrées d'environ 2,5-4 mètres de diamètre accolées les unes aux autres, leur entrée donnant sur le midi, ainsi que des foyers. L'industrie lithique comprend des pointes d'el Khiam, des haches tahouniennes à taillant poli, des couteaux de Beit Ta'amir, des lames-faucilles, quelques lames en obsidienne venant d'Anatolie ; il y a néanmoins des confusions possibles entre l'outillage du Natoufien et celui du PPNA car les travaux de terrassement ont entraîné des perturbations des couches. Deux figurines schématiques considérées comme anthropomorphes ont été mises au jour pour cette période, mais peu de sépultures, une seule avec le crâne détaché, alors que cette pratique est courante sur les sites du PPNA du Levant sud.
Les couches II et I correspondent au Néolithique précéramique B (PPNB). Y ont été dégagés les restes de petites constructions rectangulaires, avec peu de matériel. L'industrie lithique comprend des pointes de flèche de type Helwan et Jéricho. Des tombes d'adultes avec les crânes détachés datent aussi de ce niveau. Le chèvre domestique est peut-être attestée parmi la faune, la gazelle, le daim et le sanglier sont aussi présents. 